# Jarema Piekutowski
Jarema Piekutowski (ur. 10 kwietnia 1978 w Szczecinie) – polski pisarz, socjolog i publicysta. 

## Życiorys
Absolwent Uniwersytetu Szczecińskiego, studia socjologiczne ukończył w 2002 roku. Do tej pory zrealizował ponad 70 projektów badawczych i społecznych jako koordynator i ekspert. Specjalizuje się w badaniach ewaluacyjnych interwencji publicznych. Jego najważniejsze zainteresowania badawcze związane są z kulturą, socjologią religii, rynkiem pracy i społeczeństwem obywatelskim. Jest członkiem zespołu Laboratorium „Więzi” i rady „Nowej Konfederacji”. Współpracuje z Centrum Wyzwań Społecznych Uniwersytetu Warszawskiego, EVALU i szeregiem innych firm badawczych.
Autor i współautor wielu publikacji - wywiadów rzek (z L. Dornem, W. Maksymowiczem, A. Zybertowiczem), publikacji socjologicznych i o tematyce społecznej np. Pomysłowość miejska. Studium trajektorii realizacji oddolnych inicjatyw mieszkańców Warszawy (Fundacja Pole Dialogu, 2016); Ekonomia społeczna w kreowaniu polityki lokalnej gmin i powiatów (Stowarzyszenie Czas Przestrzeń Tożsamość, 2009); Przez współpracę do sukcesu. Partnerstwo lokalne na rynku pracy (Ministerstwo Pracy i Polityki Społecznej, 2007). Współpracował z Ministerstwem Rozwoju Regionalnego, Pracownią Badań i Innowacji Społecznych „Stocznia”, Fundacją Rozwoju Demokracji Lokalnej.
Komentuje kwestie społeczne, kulturalne i polityczne m.in. w Tok FM, Polskim Radiu 24, TVP Kultura.
W latach 2007–2013 śpiewał w zespole muzyki dawnej Pomerania Ensemble. Od 2020 r. (m.in. z Michałem Gołębiowskim) współtworzy awangardowy projekt muzyczny, The Klassa Project.

## Twórczość literacka
Publikuje na łamach m.in. "Dziennika Gazety Prawnej", „Rzeczpospolitej”, „Więzi”, „Tygodnika Powszechnego”. Teksty literackie publikuje w zachodniopomorskim miesięczniku literackim "e-eleWator".  
Powieść biograficzna Piekutowskiego, G.K.Chesterton. Geniusz ortodoksji (Kraków 2013), otrzymała wyróżnienie w ramach Nagrody Feniks za 2014 rok.
W 2020 roku opublikował Od foliowych czapeczek do seksualnej recesji, zbiór analiz przemian obyczajowości w nowoczesnym społeczeństwie. Książka pokazuje, że przyczyny kryzysu pojęć oraz relacji międzyludzkich (tytułowej „recesji”) tkwią głębiej w stosunku do tego, co sugeruje polaryzacja polityczna. Powstają one bowiem „w świecie społeczno-technologicznych i naturalnych żywiołów, które nieustannie mówią sprawdzam ideom i wartościom, do których odwołują się i z którymi walczą najszerzej rozumiana lewica, centrum i prawica”.

## Książki
- G.K.Chesterton. Geniusz ortodoksji, Wydawnictwo eSPe, Kraków 2013
- Od foliowych czapeczek do seksualnej recesji, Wydawnictwo Nowej Konfederacji, Warszawa 2020
- Rzeczpospolita trzecia i pół. Wywiad rzeka z Ludwikiem Dornem, Wydawnictwo Nowej Konfederacji, Warszawa 2021
- Propaganda, która zabija. Kulisy walki z pandemią w Polsce. Wywiad rzeka z prof. Wojciechem Maksymowiczem, Wydawnictwo Nowej Konfederacji, Warszawa 2021
- Cyber kontra real. Cywilizacja w technopułapce. Wywiad rzeka z prof. Andrzejem Zybertowiczem, Wydawnictwo Nowej Konfederacji, Warszawa 2022